# Ally Sheedy

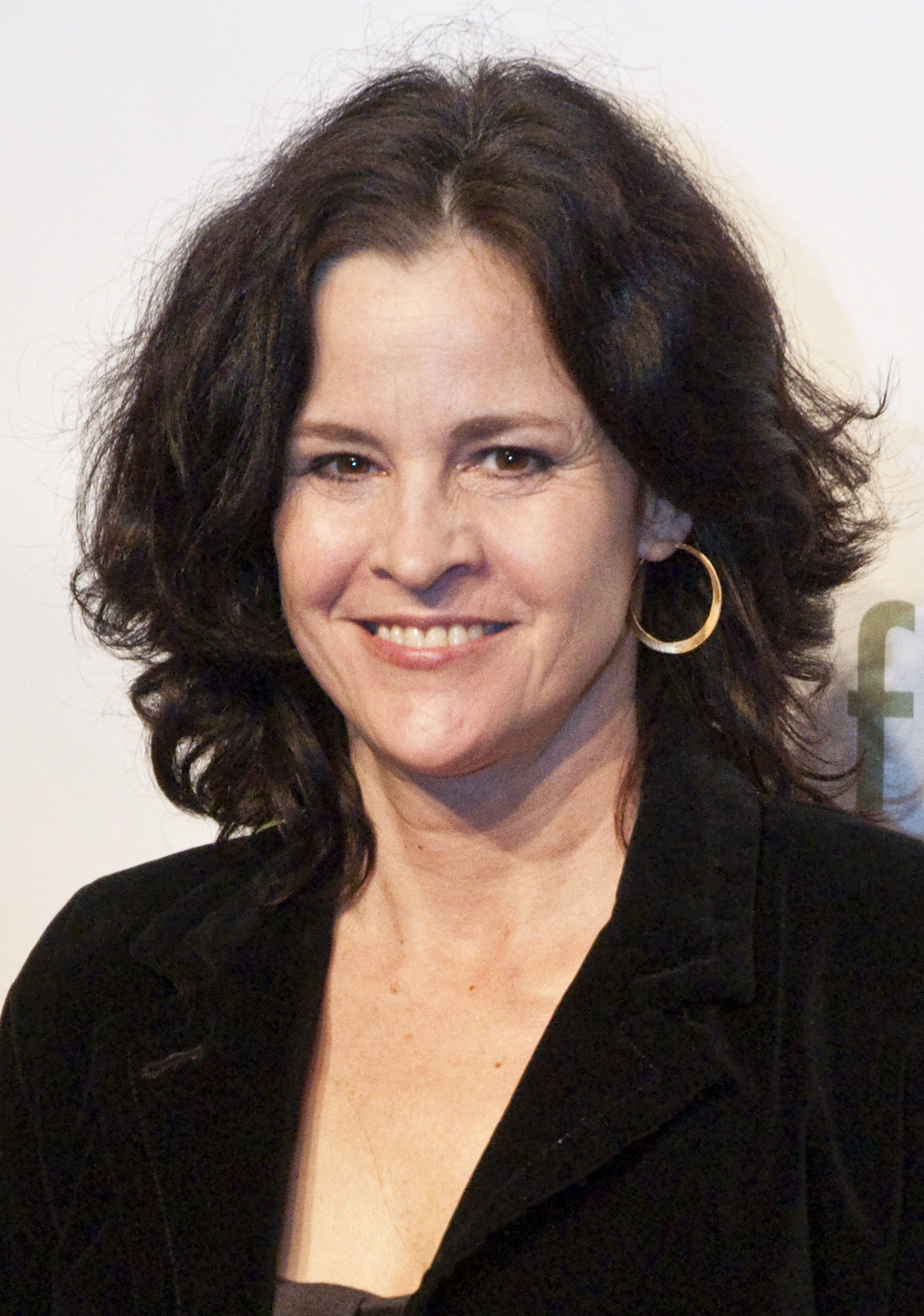
Ally Sheedy, 2011

Ally Sheedy (* 13. Juni 1962 als Alexandra Elizabeth Sheedy in New York City, New York) ist eine US-amerikanische Schauspielerin.

## Leben
Sheedy gehörte Mitte der 1980er Jahre zum Brat Pack. Sie wurde durch ihre Rollen in WarGames – Kriegsspiele, The Breakfast Club und St. Elmo’s Fire – Die Leidenschaft brennt tief bekannt. In den 1990er Jahren konnte sie nicht mehr an frühere Erfolge anknüpfen und arbeitete vorwiegend für das Fernsehen. Sie erhielt 1999 für ihre Rolle der lesbischen Starfotografin Lucy Berliner in dem Film High Art den Darstellerpreis der amerikanischen Filmkritikervereinigung National Society of Film Critics.
Dagegen wurde sie 1987 auch für die Goldene Himbeere als Schlechteste Schauspielerin nominiert für ihre Darstellung in Blue City.
Sheedy heiratete am 10. Oktober 1992 den Schauspieler David Lansbury, Neffe der Schauspielerin Angela Lansbury. Die beiden haben einen Sohn (* März 1994).
Im Mai 2008 trennten sich Sheedy und ihr Mann freundschaftlich und reichten die Scheidung ein.

## Filmografie (Auswahl)
- 1981: CBS Afternoon Playhouse (Fernsehserie, 1 Folge)
- 1981: The Best Little Girl in the World (Fernsehfilm)
- 1981: Die Macht der Gewalt (The Violation of Sarah McDavid, Fernsehfilm)
- 1981: Homeroom (Kurzfilm)
- 1981: Am Ende des Weges (The Day the Loving Stopped, Fernsehfilm)
- 1981: Träume zerrinnen wie Sand (Splendor in the Grass, Fernsehfilm)
- 1982: Strike Force (Fernsehserie, 1 Folge)
- 1982: Chicago Story (Fernsehserie, 1 Folge)
- 1982: Chefarzt Dr. Westphall (St. Elsewhere, Fernsehserie, 1 Folge)
- 1983: Polizeirevier Hill Street (Hill Street Blues, Fernsehserie, 3 Folgen)
- 1983: Highschool Killer (Fernsehfilm)
- 1982: Bad Boys – Klein und gefährlich (Bad Boys)
- 1983: WarGames – Kriegsspiele (WarGames)
- 1984: Oxford Blues
- 1985: Der Frühstücksclub (The Breakfast Club)
- 1985: St. Elmo’s Fire – Die Leidenschaft brennt tief (St. Elmo’s Fire)
- 1985: Zweimal im Leben (Twice in a Lifetime)
- 1986: Blue City
- 1986: Nummer 5 lebt! (Short Circuit)
- 1987: Vergesst die Kinder nicht! (We Are the Children, Fernsehfilm)
- 1987: Traumfrau vom Dienst (Maid to Order)
- 1988: She’s Having a Baby
- 1988: Nummer 5 gibt nicht auf (Short Circuit 2, Stimme)
- 1989: Brennender Hass (Heart of Dixie)
- 1990: Familienehre (Betsy’s Wedding)
- 1990: Todesangst (Fear)
- 1990: Bruderkrieg (The Lost Capone, Fernsehfilm)
- 1991: Mama, ich und wir zwei (Only the Lonely)
- 1992: Monkey House (Fernsehserie, 1 Folge)
- 1992: Tattle Tale (Fernsehfilm)
- 1992: Kevin – Allein in New York (Home Alone 2: Lost in New York)
- 1992: Erotische Tagebücher (Foxy Fantasies, Fernsehserie, 1 Folge)
- 1993: Mord im Sucher (Lethal Exposure, Fernsehfilm)
- 1993: Stage Fright – Eine Gurke erobert Hollywood (The Pickle)
- 1992: The Hidden Room (Fernsehserie, 1 Folge)
- 1993: Chantilly Lace (Fernsehfilm)
- 1993: Der Tod kommt auf vier Pfoten (Man’s Best Friend)
- 1994: Angeklagt – Der Vater (Ultimate Betrayal, Fernsehfilm)
- 1994: Tödliches Klassentreffen (Parallel Lives, Fernsehfilm)
- 1994: Das Geheimnis von Seacliff Inn (The Haunting of Seacliff Inn, Fernsehfilm)
- 1995: Der geheimnisvolle Ritter (The Tin Soldier, Fernsehfilm)
- 1995: Eine heiße Affäre (One Night Stand)
- 1996: Outer Limits – Die unbekannte Dimension (The Outer Limits, Fernsehserie, 1 Folge)
- 1996: Geiseldrama an Bord von Flug 285 (Hijacked: Flight 285, Fernsehfilm)
- 1996: Mißbraucht – Eine Mutter beichtet (Country Justice)
- 1997: Der Mann, der zweimal starb (Amnesia)
- 1997: Lebendig begraben 2 (Buried Alive II, Fernsehfilm)
- 1997: Unschuldig! Susan rennt (Macon County Jail)
- 1997: The Definite Maybe
- 1998: High Art
- 1998: Die Bestie in Dir (The Fury Within, Fernsehfilm)
- 1998: Myth America
- 1999: Sugar Town
- 1999: The Autumn Heart
- 1999: Unantastbar – Unsere ehrwürdigen Söhne (Our Guys: Outrage at Glen Ridge, Fernsehfilm)
- 1999: I’ll Take You There
- 1999: Advice from a Caterpillar
- 2001: Oz – Hölle hinter Gittern (Oz, Fernsehserie, 1 Folge)
- 2001: The Warden (Fernsehfilm)
- 2001: Strange Frequency (Fernsehserie, 1 Folge)
- 2002: Just a Dream
- 2002: Noch mal mit Gefühl (Once and Again, Fernsehserie, 1 Folge)
- 2002: Happy Here and Now
- 2002: The Interrogation of Michael Crowe (Fernsehfilm)
- 2003: Dead Zone (Fernsehserie, 1 Folge)
- 2003: Eine gute Nacht zum Sterben (A Good Night to Die)
- 2003: Sturm über Shelter Island (Shelter Island)
- 2003: Der Sturm – Life on the Line (Life on the Line, Fernsehfilm)
- 2004: Noise
- 2005: Shooting Livien
- 2006: The Veteran (Fernsehfilm)
- 2007: Day Zero
- 2007: CSI: Vegas (CSI: Crime Scene Investigation, Fernsehserie, 4 Folgen)
- 2007: The Juniors Defenders
- 2007: Steam
- 2008: Harold
- 2008–2009: Kyle XY (Fernsehserie, 4 Folgen)
- 2009: Perestroika
- 2009: Life During Wartime
- 2009: Citizen Jane (Fernsehfilm)
- 2009–2013: Psych (Fernsehserie, 4 Folgen)
- 2010: Willkommen bei den Rileys (Welcome to the Rileys)
- 2010: Ten Stories Tall
- 2012: Modern Love (Fernsehfilm)
- 2013: Full Circle (Fernsehserie, 1 Folge)
- 2014: Sins of Our Youth
- 2014: Fugly!
- 2014: Client Seduction (Fernsehfilm)
- 2015: Motive (Fernsehserie, 1 Folge)
- 2016: X-Men: Apocalypse
- 2016: Little Sister
- 2019: SMILF (Fernsehserie, 1 Folge)
- 2022–2023: Single Drunk Female (Fernsehserie)